# Mark Walters
Mark Everton Walters (Birmingham, 2 giugno 1964) è un ex calciatore inglese che ha giocato nel ruolo di attaccante.
Walters è zio dell'ex calciatore Simon Ford.

## Palmarès

### Club

#### Competizioni giovanili
- FA Youth Cup: 1

Aston Villa: 1979-1980

#### Competizioni nazionali
- Community Shield: 1

Aston Villa: 1981
- Campionato scozzese: 3

Rangers: 1988-1989, 1989-1990, 1990-1991
- Coppa di Lega scozzese: 3

Rangers: 1987-1988, 1988-1989, 1990-1991
- Coppa d'Inghilterra: 1

Liverpool: 1991-1992
- Coppa di Lega inglese: 1

Liverpool: 1994-1995

#### Competizioni internazionali
- Coppa dei Campioni: 1

Aston Villa: 1981-1982
- Supercoppa UEFA: 1

Aston Villa: 1982